# Morshed Khan
Pour les articles homonymes, voir Khan (homonymie).
Morshed Khan (né le 8 août 1940 à Chittagong au Bangladesh), est un homme d'affaires et homme politique bangladais, qui fut ministre des Affaires étrangères du Bangladesh d'octobre 2001 au 1er novembre 2006.
Il est marié et père de quatre enfants dont 4 filles (Samina, Faria, Marium et Shazreh) et un garçon (Faisal Morshed). Il a également 7 petits-enfants.